# Mario von Galli
Mario von Galli SJ (* 20. Oktober 1904 in Wien; † 28. September 1987 in Zürich) war katholischer Priester, Jesuit, theologischer Redakteur und Publizist.

## Leben
Nach dem Eintritt in den Jesuitenorden studierte Mario von Galli in Rom, Österreich, Deutschland und den Niederlanden und arbeitete nach seiner Priesterweihe 1933 als Seelsorger in Basel, Stuttgart und Aschaffenburg. 1935 bekam er in Deutschland Redeverbot und wurde ausgewiesen. Er arbeitete in Zürich im Akademikerhaus und war ab 1936 Mitarbeiter des Apologetischen Instituts. In dessen Auftrag verfasste „er 1939 unter dem Pseudonym Andreas Amsee das vom katholischen Antijudaismus der damaligen Zeit geprägte Buch Die Judenfrage“, in welchem er „judenfeindliche Stereotype“ vertritt, aber die Verfolgung der Juden ablehnte: er zog einen „christlich-geistigen Antisemitismus“ dem „Rassenantisemitismus“ vor.
Bis 1945 hatte er politisches Asyl in der Schweiz, dann wurde er aufgrund des Verbots des Jesuitenordens in der Bundesverfassung der Schweizerischen Eidgenossenschaft (Art. 51 und 52) ausgewiesen. Es folgte eine ausgedehnte Rednerarbeit in Stuttgart. Ab 1952 wieder in Zürich, arbeitete er bei der Jesuitenzeitschrift Orientierung mit und war von 1954 bis 1972 deren Chefredakteur.
Auch während des Zweiten Vatikanischen Konzils (1962 bis 1965) war er Journalist und gefragter Redner. Legendär ist seine Ansprache auf dem Stuttgarter Katholikentag 1964 („Wandelt Euch durch ein neues Denken“). Seine Kommentare zum Konzil wurden in Funk und Fernsehen von fast allen deutschsprachigen Sendern ausgestrahlt und erreichten entsprechend Millionen. Insbesondere seine Rhetorik, verbunden mit Gestik und Mimik, verkörperten für viele die konziliare Aufbruchstimmung.

## Werke (Auswahl)
- unter dem Pseudonym Andreas Amsee: Die Judenfrage. Hrsg. im Auftrag des Apologetischen Instituts des Schweizerischen katholischen Volksvereins. Räber, Luzern 1939, DNB 572342659.[4]
- Gelebte Zukunft. Franz von Assisi. Mit Photos von Dennis Stock. Bucher, Luzern 1970, ISBN 3-7658-0046-5.